# Alex Hannum
Alexander Murray Hannum, detto Alex (Los Angeles, 19 luglio 1923 – San Diego, 18 gennaio 2002), è stato un cestista, allenatore di pallacanestro e dirigente sportivo statunitense.
Attivo nella ABA e nella NBA, è membro del Naismith Memorial Basketball Hall of Fame dal 1998 in qualità di allenatore.
È, insieme a Bill Sharman, l'unico ad aver vinto il titolo di campione sia nella NBA che nell'ABA come allenatore. Inoltre entrambi allenarono Wilt Chamberlain durante le loro stagioni vincenti.

## Carriera

### Giocatore
Dopo essersi laureato all'University of Southern California, Hannum intraprese la carriera di giocatore di pallacanestro nella NBL nel 1948 con gli Oshkosh All-Stars, passando poi nella NBA, dal 1949 al 1957, con i Syracuse Nationals, i Baltimore Bullets, i Rochester Royals, i Milwaukee Hawks, i St. Louis Hawks e i Fort Wayne Pistons.

### Allenatore

#### NBA
Hannum è molto conosciuto per la carriera di coach nei Philadelphia 76ers, quando con Chamberlain in squadra, vinse nella stagione 1966-67 il campionato NBA, ponendo termine alla serie di successi dei Boston Celtics, durata 8 anni.
Hannum aveva allenato in precedenza anche i St. Louis Hawks durante gli anni in cui militava Bob Pettit e nel 1958 portò la squadra in finale proprio contro i Celtics, vincendola.
Hannum fu il primo coach ad affermarsi con due team differenti nel campionato di basket NBA, impresa riuscita in seguito solo a Phil Jackson e Pat Riley.
Nel 1964 Hannum fu premiato coach dell'anno, mentre era alla guida dei San Francisco Warriors.

#### ABA
Nel 1969 guidò gli Oakland Oaks nell'ABA e, nonostante l'infortunio al ginocchio di Rick Barry che gli fece saltare gran parte della stagione e la postseason, con Warren Jabali, Larry Brown e Doug Moe dopo aver ottenuto un record di regular season di 60-18 riuscì a vincere il titolo ABA sconfiggendo in finale gli Indiana Pacers per 4 a 1, diventando il primo allenatore di sempre a vincere sia il titolo NBA che quello ABA, impresa che riuscirà in seguito solo a Bill Sharman.
Nella stessa stagione Hannum fu premiato come migliore coach dell'anno nell'ABA.

## Statistiche

### Allenatore

#### ABA
| Stagione | Squadra        | Regular Season | Regular Season | Regular Season | Regular Season | Regular Season            | Post Season                                            |
| Stagione | Squadra        | V              | P              | % V            | G              | Posizione finale          | Post Season                                            |
| -------- | -------------- | -------------- | -------------- | -------------- | -------------- | ------------------------- | ------------------------------------------------------ |
| 1968-69  | Oakland Oaks   | 60             | 18             | 76,9           | 78             | 1º nella Western Division | Campione ABA                                           |
| 1971-72  | Denver Rockets | 34             | 50             | 40,5           | 84             | 4º nella Western Division | Sconfitto alle Semifinali di Division dai Pacers (3-4) |
| 1972-73  | Denver Rockets | 47             | 37             | 56,0           | 84             | 3º nella Western Division | Sconfitto alle Semifinali di Division dai Pacers (1-4) |
| 1973-74  | Denver Rockets | 37             | 47             | 44,0           | 84             | 5º nella Western Division | Sconfitto Tiebreaker Playoffs                          |
|          | Carriera ABA   | 178            | 152            | 53,9           | 330            |                           |                                                        |

## Onorificenze
Hannum fu inserito nella Basketball Hall of Fame nel 1998. Dodici dei giocatori presenti nella Hall of Fame hanno giocato per Hannum: oltre a Pettit, Chamberlain e Barry, sono presenti nella Hall anche Cliff Hagan, Ed Macauley, Slater Martin, Dolph Schayes, Nate Thurmond, Billy Cunningham. Hal Greer, Elvin Hayes e Calvin Murphy.

## Palmarès

### Allenatore
- Campionato NBA: 2

St. Louis Hawks: 1958
Philadelphia 76ers: 1967
- Campionato ABA: 1

Oakland Oaks: 1969
- NBA Coach of the Year (1964)
- ABA Coach of the Year Award (1969)
- 3 volte allenatore all'NBA All-Star Game (1958, 1965, 1968)
- 1 volta allenatore all'ABA All-Star Game (1969)
- Inserito nella Naismith Memorial Basketball Hall of Fame nel 1998